# De Tomaso
De Tomaso Automobili SpA — итальянская компания, специализировавшаяся на выпуске спортивных автомобилей. Штаб-квартира находится в Модене (Италия). Была основана предпринимателем аргентинского происхождения Алехандро де Томазо (1928—2003) в 1959 году.

## История
Первоначально De Tomaso производила различные прототипы и гоночные автомобили, в том числе автомобиль класса Формула-1 для команды Фрэнка Уильямса. Компания De Tomaso Automobili в октябре 1959 года построила автомобили для чемпионатов Формула-Юниор и Формула-2. Первый собственный спортивный автомобиль, предназначенный для массового производства, был представлен только в 1963 году. Де Томазо переманивает к себе бывших служащих Ferrari. Джан Паоло Даллара (Gian Paolo Dallara) пришёл в De Tomaso из Lamborghini в 1968 году. Тогда же Де Томазо покупает ателье Ghia, а вместе с ней обретает Тома Джаарда — главного дизайнера Ghia. С 1976 по 1993 год De Tomaso принадлежал легендарный итальянский производитель спортивных автомобилей Maserati.

### Спортивные модели

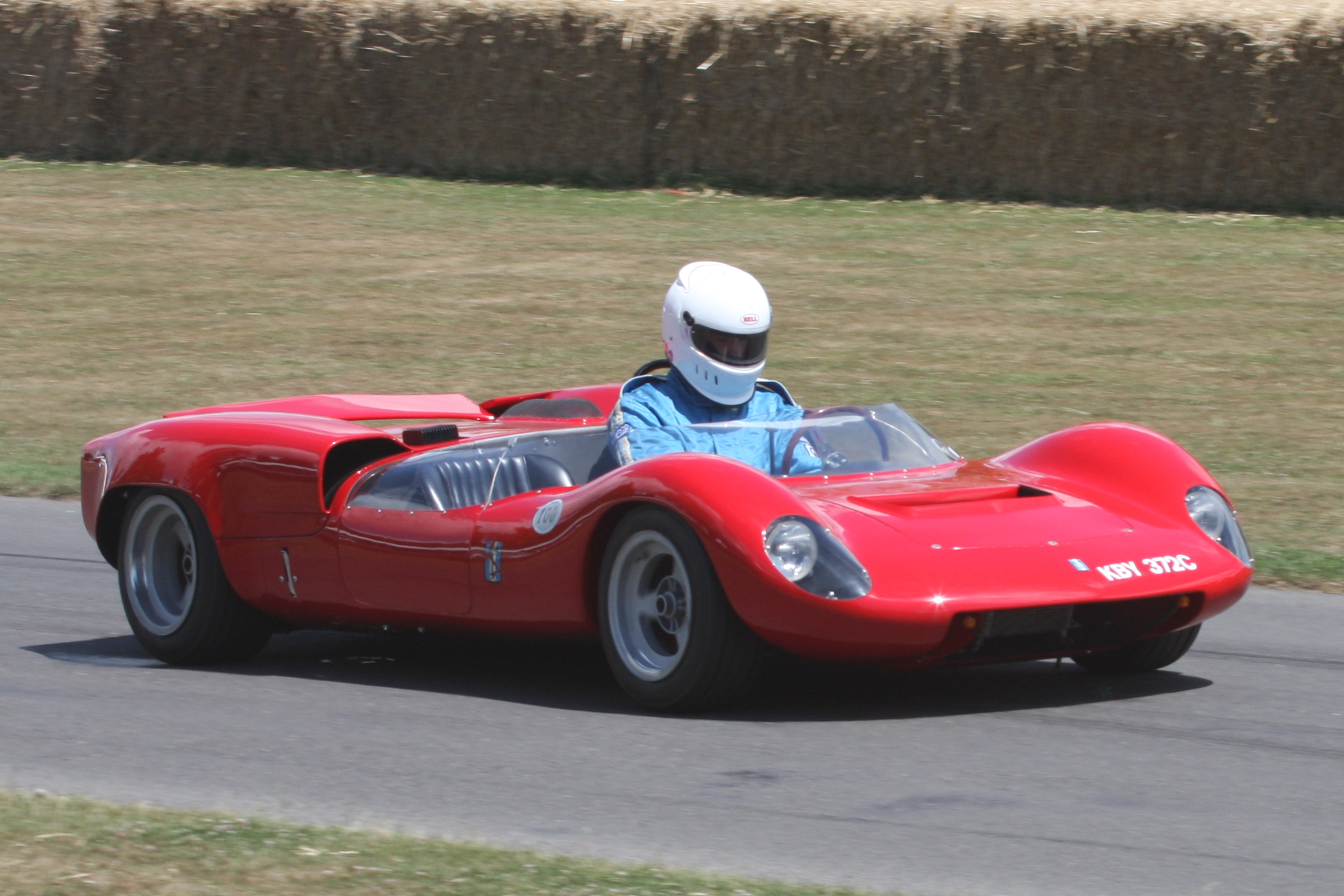
De Tomaso Vallelunga

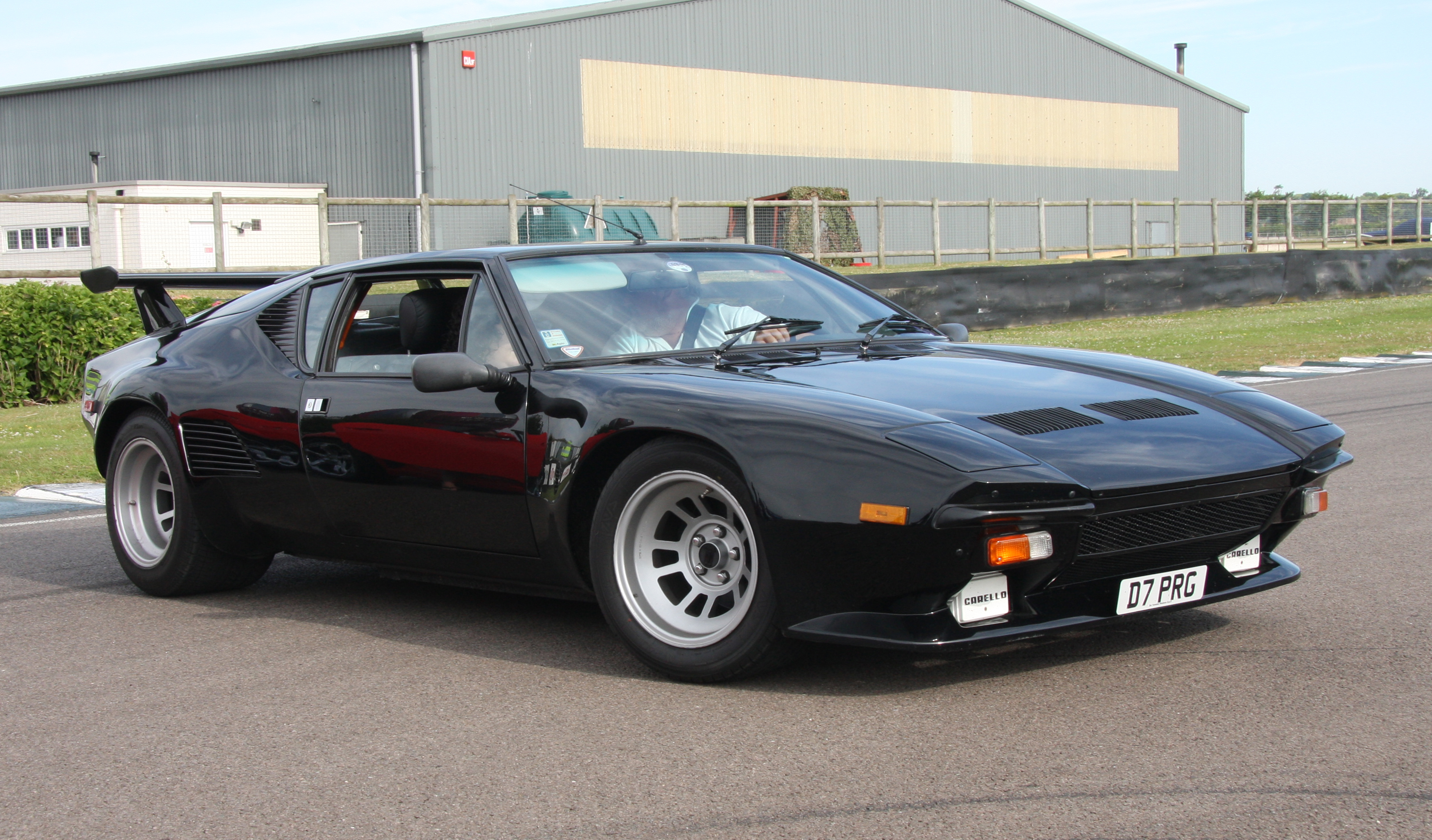
De Tomaso Pantera

Первая модель компании — Vallelunga, была представлена в 1963 году. Среднемоторный спорткар обладал двигателем Ford Cortina мощностью 104 л. с. (78 кВт) и развивал маскимальную скорость 215 км/ч (134 миль/ч).
Создав в 1966 модель Mangusta, De Tomaso сделал серьёзную заявку на успех. Этих автомобилей было произведено около четырёхсот. Дизайн легендарного De Tomaso Mangusta был разработан известнейшим дизайнером Джуджаро.
На ранние модели устанавливались двойные фары в передней части решётки радиатора, более поздние имели одну семидюймовую выдвигающуюся фару. Панели кузова — стальные, а приблизительный вес Mangusta — 1409 кг. В 1971 году модель Pantera пришла на смену модели Mangusta.

### Представительский класс

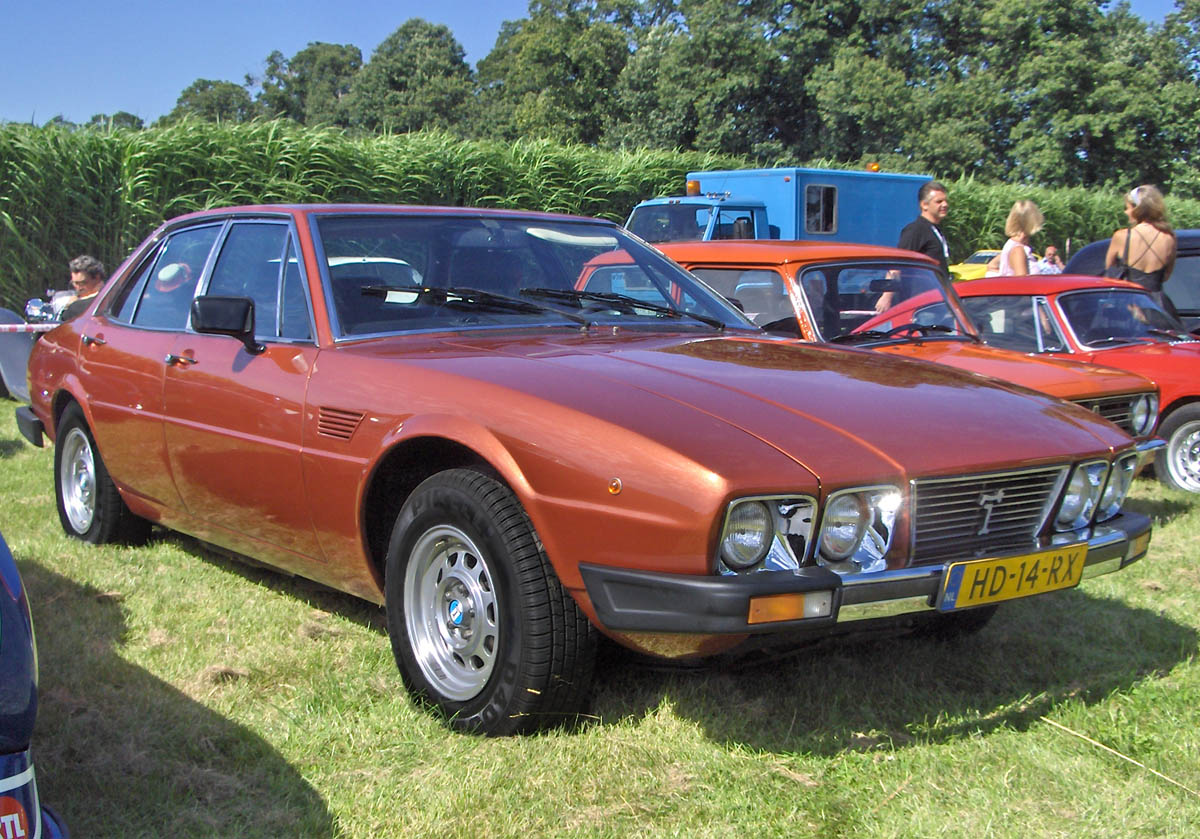
De Tomaso Deauville — Late Series 2 (2124)

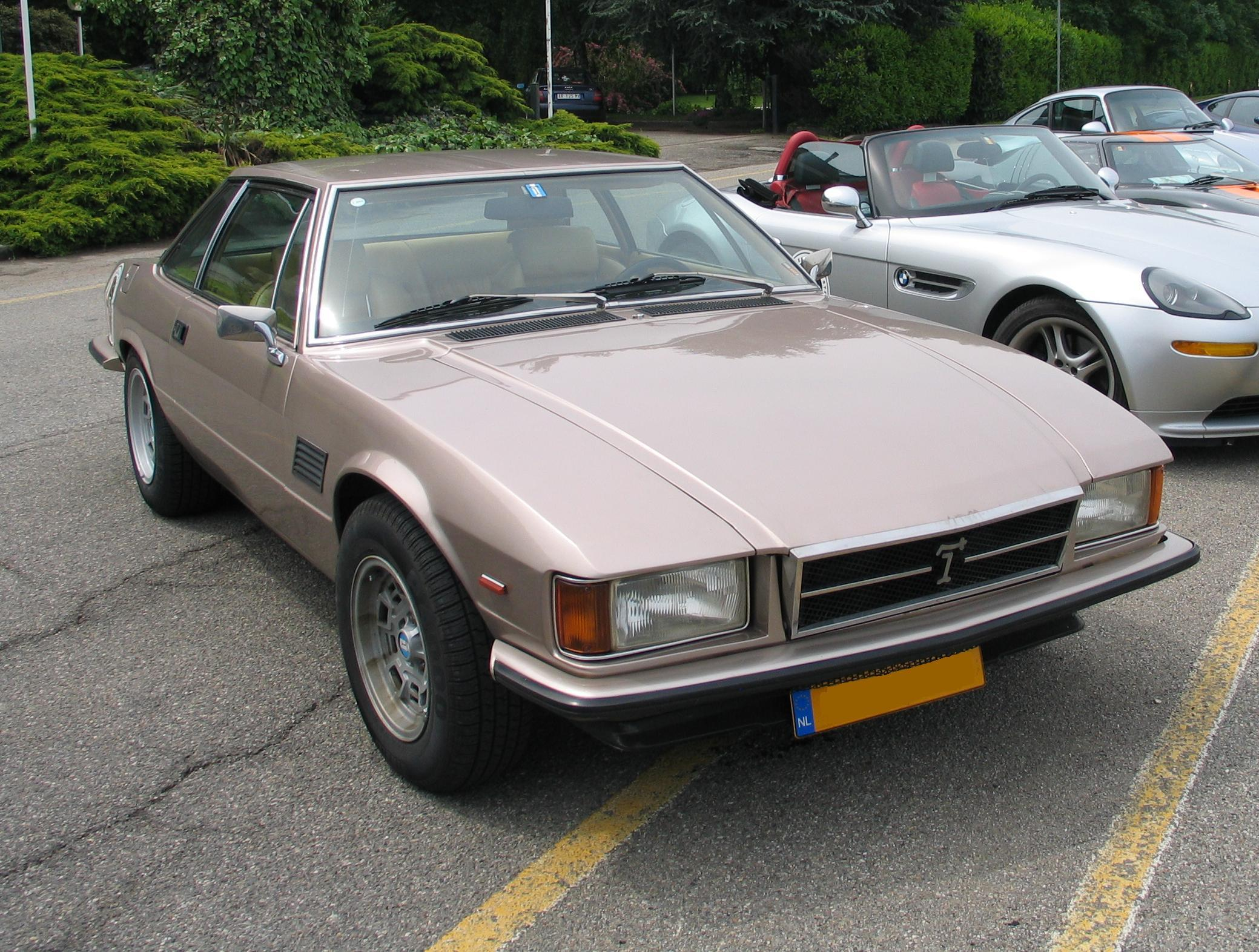
De Tomaso Longchamp

Ателье Ghia было приобретено, чтобы проектировать и оттачивать конструкцию двух новых моделей: Deauville, легкового автомобиля с четырёхдверным кузовом «седан», и Longchamp, двухместного закрытого купе. Том Джаарда стал дизайнером обеих машин. Deauville планировался как автомобиль класса «люкс», рассчитанный на четверых. Джаарда постарался спроектировать машину, которая бы со всех сторон выглядела безупречно, и сохранил трапециевидную решётку радиатора, которая также является отличительной чертой модели Mangusta. Всего до окончания производства в 1989 году было произведено 409 Longchamp во всех вариациях.

### Закат компании

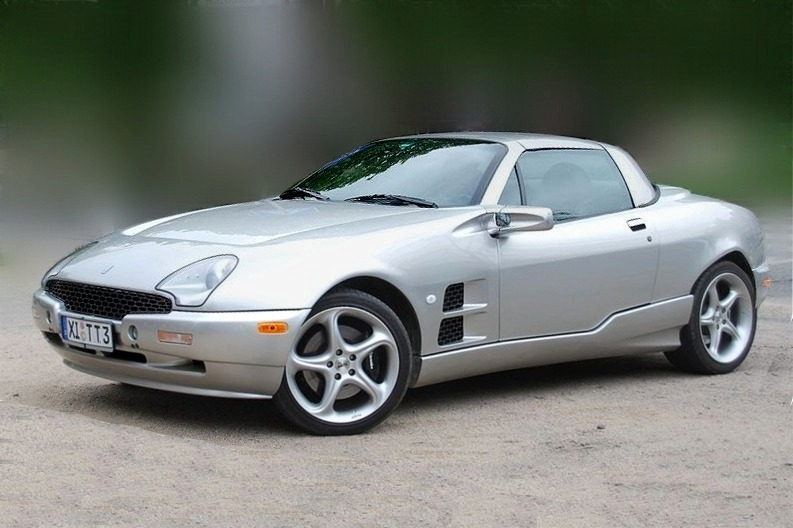
De Tomaso Bigua

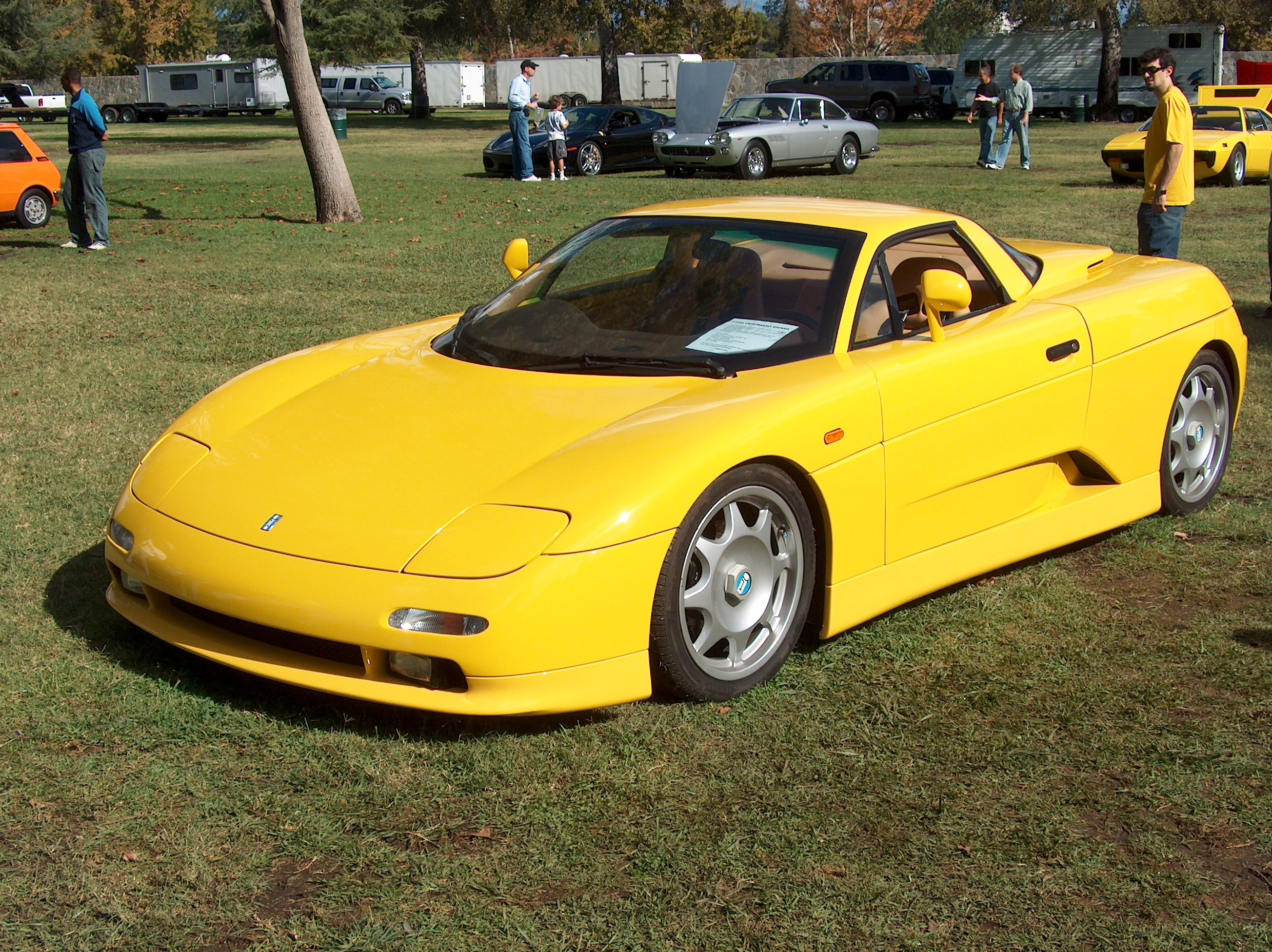
De Tomaso Guara

Конец XX века ознаменовался серьёзным спадом в развитии фирмы. В 1996 году в свет вышла модель De Tomaso Guara. Guara является работой дизайнера Карло Гэно (Carlo Gaino), разработавшего также Maserati Barchetta. De Tomaso Guara стала последней моделью, в разработке которой Алехандро де Томазо принимал участие.
В 1997 выходит в свет модель De Tomaso Bigua. Производилась в 2000—2002 годах под именем Qvale Mangusta. Производство автомобилей было официально остановлено в 2004 году. Несмотря на это, De Tomaso продолжала выпускать автомобили и в 2005 году. В 2008 году компания находилась в процессе ликвидации.

### Возрождение

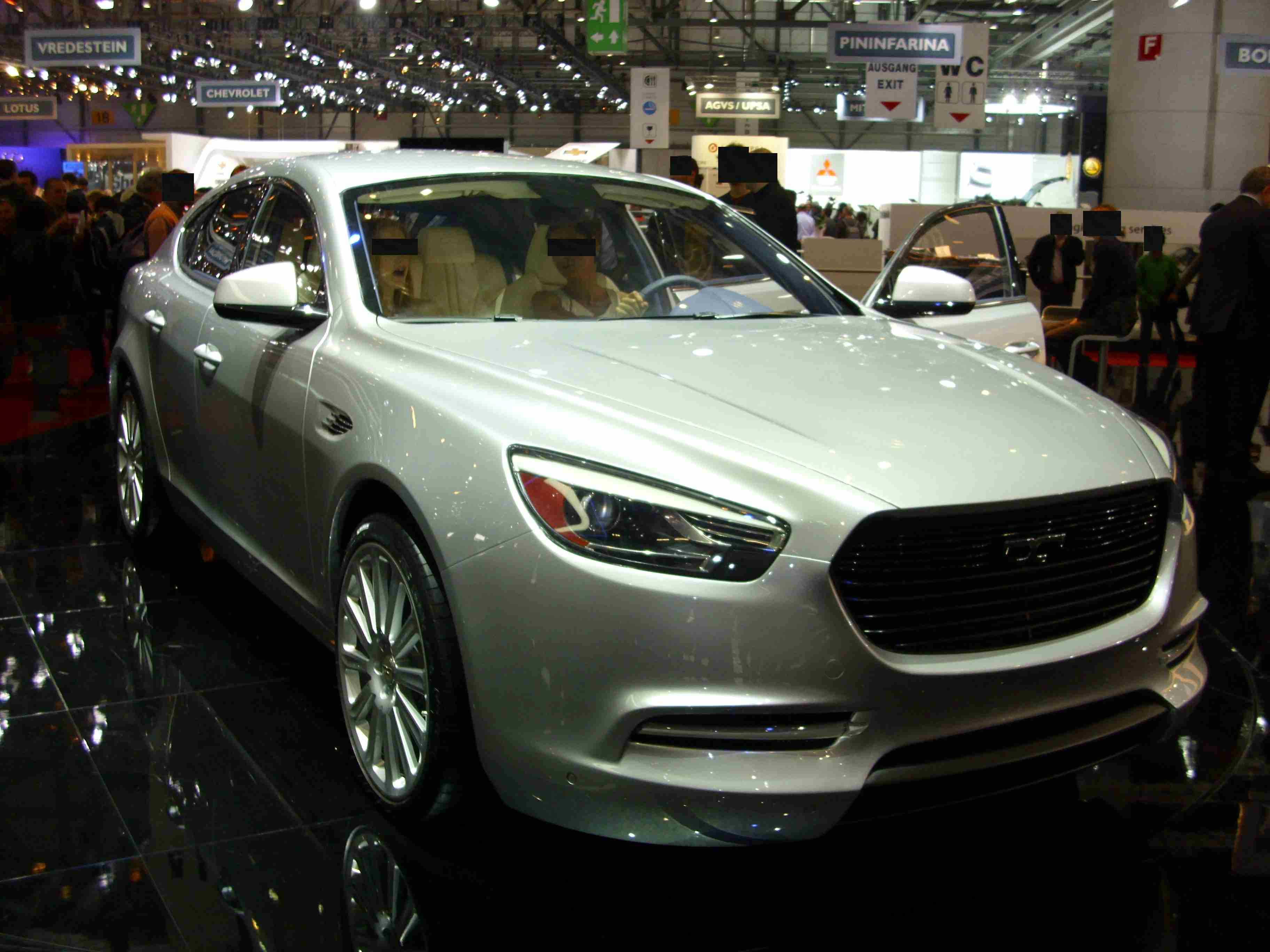
De Tomaso Deauville Concept (2011)

Компания была куплена Жаном Марио Россиньоло в 2009 году.
Концепт-кар De Tomaso Deauville был представлен на Женевском автосалоне-2011.
Возрождённая De Tomaso планировала начать производство автомобилей в конце 2011 года, а также приобрести сицилийский завод FIAT и в дальнейшем ввести в модельный ряд спортивный автомобиль (возможно Pantera) и лимузин.

## Участие вФормуле-1
После нескольких выступлений в Формуле-1 с 1961 по 1963 De Tomaso построили шасси (разработано Джан Паоло Далларой) для команды Фрэнка Уильямса в сезоне Формулы 1970 года. Автомобиль был изначально неконкурентоспособным. На Гран-при Нидерландов De Tomaso 505/38 перевернулся и загорелся, при этом погиб пилот Пирс Каридж. Команда продолжила участие в сезоне 1970 с Брайаном Редманом и Тимом Шенкеном. Вскоре партнёрство было завершено, а команда была распущена в конце сезона.
| Легенда к таблице |                                                                    |
| --- | ------------------------------------------------------------------ |
| В таблице перечислены результаты всех Гран-при Формулы-1, в которых принимала участие команда. Строками таблицы являются сезоны, столбцами — этапы чемпионата мира. В каждой клетке указаны сокращённое название этапа и результаты гонщиков команды, дополнительно обозначенные цветом. Расшифровка обозначений и цветов представлена в нижеследующей таблице. |                                                                    |
| \| Пример \| Описание \| \| ------------ \| ------------------------------------------------------------------ \| \| 1 \| Победитель \| \| 2 \| Второе место \| \| 3 \| Третье место \| \| 5 \| Финишировал, заработав очки \| \| Сход \| Не финишировал, но при этом заработал очки \| \| 12 \| Финишировал, не получив очков \| \| НКЛ \| Финишировал, но не попал в финальную классификацию \| \| 15 \| Участвовал вне зачёта, либо по отдельной классификации \| \| 18 \| Не финишировал, но попал в финальную классификацию \| \| Сход \| Не финишировал \| \| НКВ \| Не прошёл квалификацию \| \| НПКВ \| Не прошёл предквалификацию \| \| ДСК \| Дисквалифицирован \| \| ИСК \| Исключён из протокола соревнований \| \| ТТ \| Заявлен для участия только в тренировках \| \| НС \| Участвовал в квалификации, но не стартовал в гонке \| \| Т \| Травмирован или болен \| \| ОТК \| Отказ от участия \| \| НТР \| Прибыл на соревнования, но на трассу не выезжал \| \| НПР \| Был заявлен в числе участников, но не прибыл к началу соревнований \| \| О \| Соревнования отменены \| \| \| Не участвовал \| \| Поул-позиция \| \| \| Быстрый круг \| \| |                                                                    |
| Пример | Описание                                                           |
| 1 | Победитель                                                         |
| 2 | Второе место                                                       |
| 3 | Третье место                                                       |
| 5 | Финишировал, заработав очки                                        |
| Сход | Не финишировал, но при этом заработал очки                         |
| 12 | Финишировал, не получив очков                                      |
| НКЛ | Финишировал, но не попал в финальную классификацию                 |
| 15 | Участвовал вне зачёта, либо по отдельной классификации             |
| 18 | Не финишировал, но попал в финальную классификацию                 |
| Сход | Не финишировал                                                     |
| НКВ | Не прошёл квалификацию                                             |
| НПКВ | Не прошёл предквалификацию                                         |
| ДСК | Дисквалифицирован                                                  |
| ИСК | Исключён из протокола соревнований                                 |
| ТТ | Заявлен для участия только в тренировках                           |
| НС | Участвовал в квалификации, но не стартовал в гонке                 |
| Т | Травмирован или болен                                              |
| ОТК | Отказ от участия                                                   |
| НТР | Прибыл на соревнования, но на трассу не выезжал                    |
| НПР | Был заявлен в числе участников, но не прибыл к началу соревнований |
| О | Соревнования отменены                                              |
| | Не участвовал                                                      |
| Поул-позиция |                                                                    |
| Быстрый круг |                                                                    |

| Год  | Команда                    | Шасси            | Двигатель        | Шины | Пилоты             | 1    | 2   | 3   | 4    | 5    | 6   | 7    | 8   | 9    | 10   | 11  | 12   | 13  | Место | Очки |
| ---- | -------------------------- | ---------------- | ---------------- | ---- | ------------------ | ---- | --- | --- | ---- | ---- | --- | ---- | --- | ---- | ---- | --- | ---- | --- | ----- | ---- |
| 1961 |                            |                  |                  |      |                    | МОН  | НИД | БЕЛ | ФРА  | ВЕЛ  | ГЕР | ИТА  | США |      |      |     |      |     | -     | 0    |
| 1961 | Scuderia Serenissima       | De Tomaso F1     | O.S.C.A. S4      | D    | Giorgio Scarlatti  |      |     |     | Сход |      |     |      |     |      |      |     |      |     | -     | 0    |
| 1961 | Scuderia Serenissima       | De Tomaso F1     | Alfa Romeo S4    | D    | Nino Vaccarella    |      |     |     |      |      |     | Сход |     |      |      |     |      |     | -     | 0    |
| 1961 | Scuderia Settecolli        | De Tomaso F1     | O.S.C.A. S4      | D    | Roberto Lippi      |      |     |     |      |      |     | Сход |     |      |      |     |      |     | -     | 0    |
| 1961 | Isobele de Tomaso          | De Tomaso F1     | Alfa Romeo S4    | D    | Roberto Bussinello |      |     |     |      |      |     | Сход |     |      |      |     |      |     | -     | 0    |
| 1962 |                            |                  |                  |      |                    | НИД  | МОН | БЕЛ | ФРА  | ВЕЛ  | ГЕР | ИТА  | США | ЮАР  |      |     |      |     | -     | 0    |
| 1962 | Scuderia Settecolli        | De Tomaso F1     | O.S.C.A. S4      | D    | Roberto Lippi      |      |     |     |      |      |     | НКВ  |     |      |      |     |      |     | -     | 0    |
| 1962 | Scuderia de Tomaso         | De Tomaso 801    | De Tomaso Flat-8 | D    | Nasif Estéfano     |      |     |     |      |      |     | НКВ  |     |      |      |     |      |     | -     | 0    |
| 1963 |                            |                  |                  |      |                    | МОН  | БЕЛ | НИД | ФРА  | ВЕЛ  | ГЕР | ИТА  | США | МЕК  | ЮАР  |     |      |     | -     | 0    |
| 1963 | Scuderia Settecolli        | De Tomaso F1     | Ferrari V6       | D    | Roberto Lippi      |      |     |     |      |      |     | НКВ  |     |      |      |     |      |     | -     | 0    |
| 1970 | Frank Williams Racing Cars | De Tomaso 505-38 | Cosworth V8      | D    |                    | ЮАР  | ИСП | МОН | БЕЛ  | НИД  | ФРА | ВЕЛ  | ГЕР | АВТ  | ИТА  | КАН | США  | МЕК | -     | 0    |
| 1970 | Frank Williams Racing Cars | De Tomaso 505-38 | Cosworth V8      | D    | Piers Courage      | Сход | НС  | НКЛ | Сход | Сход |     |      |     |      |      |     |      |     | -     | 0    |
| 1970 | Frank Williams Racing Cars | De Tomaso 505-38 | Cosworth V8      | D    | Brian Redman       |      |     |     |      |      |     | НС   | НКВ |      |      |     |      |     | -     | 0    |
| 1970 | Frank Williams Racing Cars | De Tomaso 505-38 | Cosworth V8      | D    | Tim Schenken       |      |     |     |      |      |     |      |     | Сход | Сход | НКЛ | Сход |     | -     | 0    |

## Модельный ряд
| Фото | Модель                           | Годы производства |
| ---- | -------------------------------- | ----------------- |
|      | De Tomaso Vallelunga             | 1964—1968         |
|      | De Tomaso P70                    | 1965              |
|      | De Tomaso 5000                   | 1965              |
|      | De Tomaso Mangusta               | 1967—1971         |
|      | De Tomaso Pantera                | 1971—1991         |
|      | De Tomaso Deauville              | 1971—1985         |
|      | De Tomaso Longchamp              | 1972—1989         |
|      | De Tomaso Guarà                  | 1993—2004         |
|      | Qvale Mangusta / De Tomaso Biguà | 2000—2002         |
|      | De Tomaso Sport 2000             |                   |